# رضي نسا (مقاطعة فومن)
رضي نسا (بالفارسية: رضی نسا) هي قرية تقع في غيلان في إيران. يقدر عدد سكانها بـ 0 نسمة بحسب إحصاء 2016.